# Claudia Macero
Claudia Macero es una periodista venezolana que se ha desempeñado como coordinadora de comunicación del partido Vente Venezuela. Actualmente se encuentra asilada en la embajada de Argentina en Caracas desde el 21 de marzo de 2024, junto con otros cinco asesores de María Corina Machado, luego de que autoridades venezolanas emitieran órdenes de captura en contra de dirigentes opositores.

## Carrera
Claudia estudió comunicación social en la Universidad Central de Venezuela. Fue jefa de redacción del diario El Nuevo País.Se ha desempeñado como coordinadora de comunicación del partido opositor Vente Venezuela.
El 6 de diciembre de 2023 Tarek William Saab, fiscal general designado por la Asamblea Nacional Constituyente, anunció que emitió catorce órdenes de aprehensión, incluyendo contra Macero, acusando a las personas de una presunta conspiración en contra referéndum consultivo sobre la Guayana Esequiba que tuvo lugar el 3 de diciembre. La Alianza Política de Mujeres rechazó la persecución en contra de Claudia y calificó la orden de arresto como injusta.
Claudia buscó refugio en la embajada de Argentina en Caracas el 21 de marzo de 2024, luego de que el día anterior Tarek William Saab emitiera más órdenes de captura contra dirigentes opositores, incluyéndola a ella.
Después de una iniciativa para conceder salvoconducto a los seis asilados en la embajada de Argentina, las autoridades venezolanas revirtieron su decisión y no emitió los documentos necesarios para que los asesores saliesen del país.